# Atractus riveroi
Espèce
Atractus riveroi est une espèce de serpents de la famille des Dipsadidae.

## Répartition
Cette espèce est endémique de l'État d'Amazonas au Venezuela. Elle se rencontre sur le Cerro Duida vers 1 800 m d'altitude.

## Étymologie
Cette espèce est nommée en l'honneur de Juan Arturo Rivero.

## Publication originale
- Roze, 1961 : El genero Atractus (Serpentes: Colubridae) en Venezuela. Acta Biologica Venezuelica, vol. 3, no 7, p. 103-119.